# Китайско-таджикская граница
Китайско-таджикская граница — государственная граница, проходящая между Китайской Народной Республикой и Республикой Таджикистан. Является частью так называемого «южного рубежа СНГ и постсоветского пространства», несмотря на то, что граница проходит не с южной стороны Таджикистана, а с восточной.
Общая протяжённость государственной границы двух стран составляет 494,95 километра. Почти вся граница проходит по высокогорной местности вдоль горного хребта Памир в Горно-Бадахшанской автономной области Таджикистана с одной стороны, и в юго-западной части Синцзян-Уйгурского автономного района Китая с другой стороны.
В 2011 году было достигнуто межправительственное Соглашение между Республикой Таджикистан и Китайской Народной Республикой, согласно которому единственным пунктом пропуска с международным статусом на государственной границе двух стран является пункт пропуска «Кульма-Карасу», расположенный в Мургабском районе Горно-Бадахшанской автономной области, и округе Кашгар в Синцзян-Уйгурском автономном районе. Дорога на пункт пропуска со стороны Таджикистана проходит через поселок Мургаб и расположена на высоте 4365 метров над уровнем моря. Зимой данный участок границы покрывается большим количеством снега, что затрудняет передвижение. Специально для этого времени года была построена соответствующая инфраструктура, в том числе автомобильные дороги, которые дают возможность круглогодичного пропуска людей и транспортных средств. Через перевал Кульма проходит единственный международный коридор между Таджикистаном и Китаем, который служит важнейшим торгово-экономическим путём между двумя странами. Автомагистраль, связывающая западную часть Таджикистана с Китаем, проходит через территорию Горно-Бадахшанской автономной области, раздваиваясь в районе посёлка Мургаб, в направлении Китая, и в сторону расположенного на севере Кыргызстана.
В 2012 году все делимитационные и демаркационные работы по уточнению государственной границы двух стран были завершены, международные договоры между двумя странами о Государственной границе и её демаркации были подписаны и вступили в силу. В том же году были также подписаны межправительственное Соглашение о режиме государственной границы между Республикой Таджикистан и Китайской Народной Республикой и трёхстороннее Соглашение между Республикой Таджикистан, Китайской Народной Республикой и Исламской Республикой Афганистан о расположении точек стыка государственных границ трех стран. После подписания этих соглашений стороны приступили к полной охране государственных границ, зная их уточнённые участки, что обеспечивало исключение споров и разногласий.